# Eriaxis
Eriaxis, monotipski biljni rod iz porodice kaćunovki, dio tribusa Vanilleae. 
Jedina vrsta je trajnica E, rigida, endem sa Nove Kaledonije.. to je kopnena orhideja s visokim, uspravnim cvatovima s bijelim i purpurnim cvjetovima. Eriaxis rigida široko je rasprostranjen u prašumama i grmlju makije diljem Nove Kaledonije od razine mora do 1000 m. visine

## Sinonimi
- Epistephium regis-alberti Kraenzl.; Xenia Orchid. t. 291 (1896)
- Galeola rigida (Rchb.f.) Benth. & Hook.f.; Gen. 3: 590 (1883)